# Konopice dvouklaná

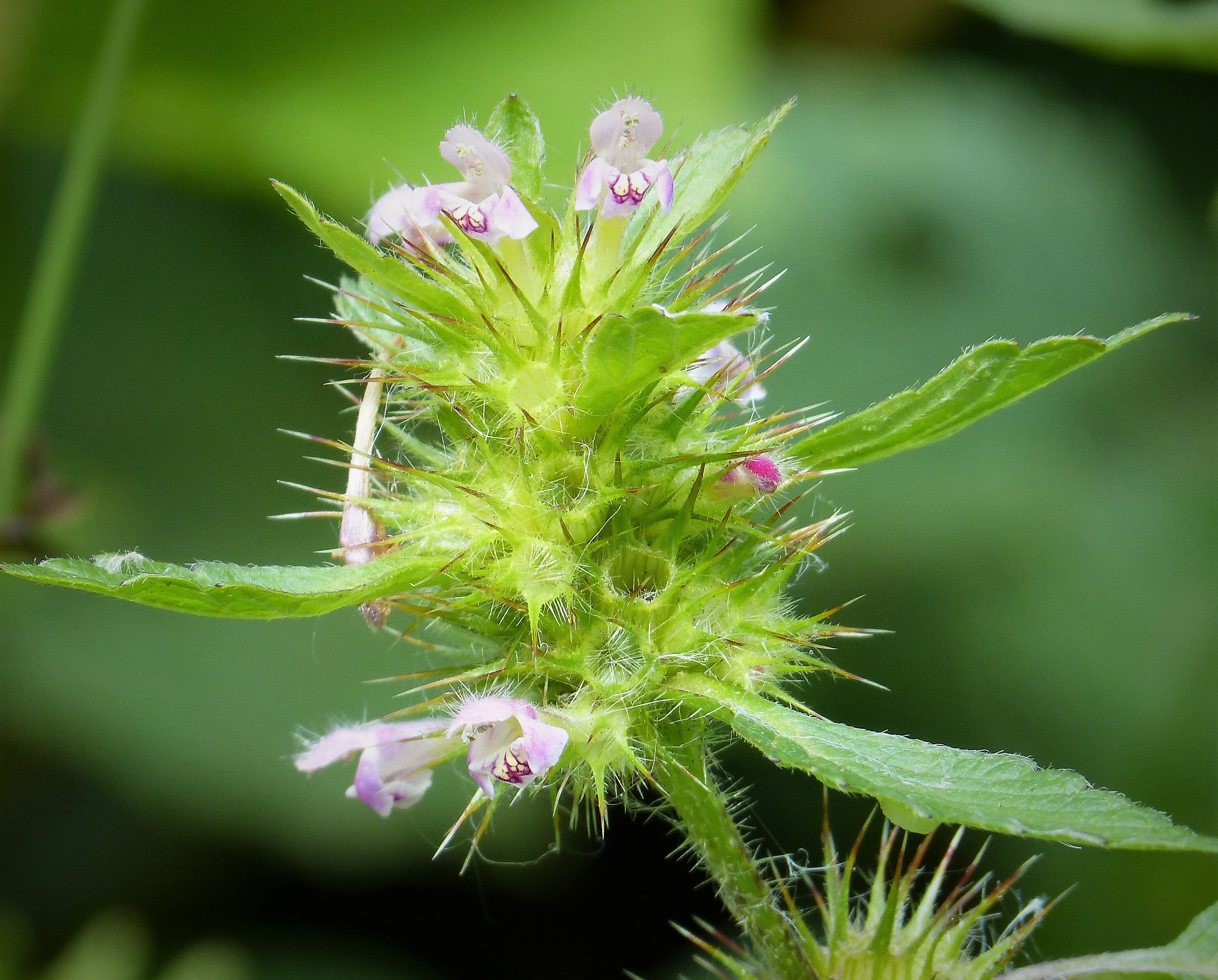
Květenství

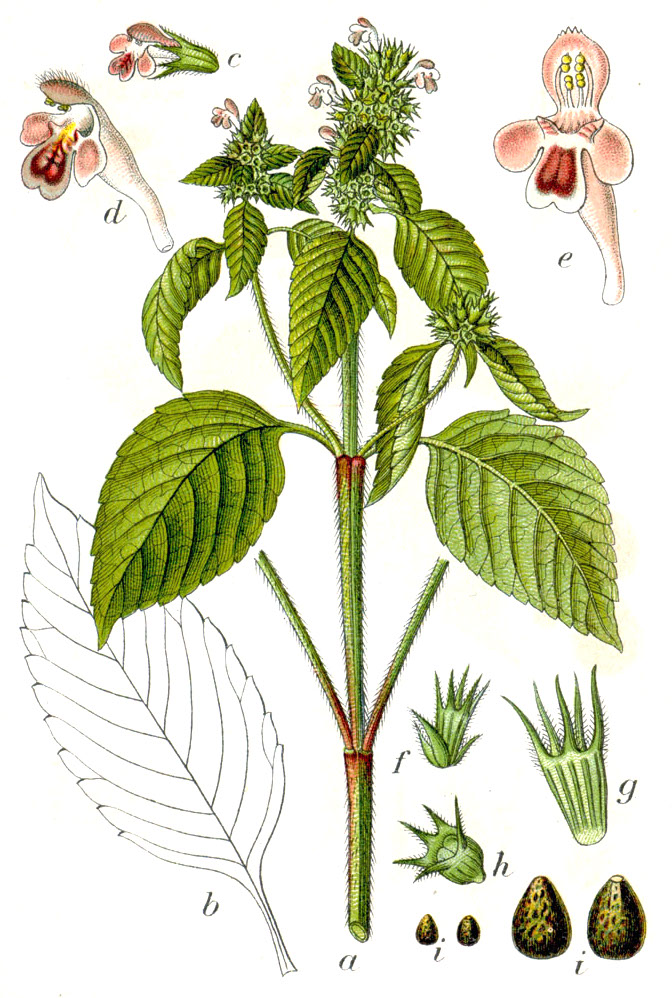
Zobrazení rostliny

Konopice dvouklaná (Galeopsis bifida) je jednoletou, planě rostoucí rostlinou, jeden z asi sedmi původních druhů rodu konopice rostoucích v české přírodě. Rostlina je bez ekonomického významu a pokud roste na polích, bývá považována za nepříjemný plevel.

## Rozšíření
Původní areál druhu je rozsáhlý, zabírá téměř celou Evropu (až za polární kruh), Kavkaz, ruskou Sibiř i Dálný východ, Střední Asii, Mongolsko, střední a severní Čínu, Korejský poloostrov i Japonsko, jihozápadní Asii i přiléhající sever indického subkontinentu. Jako zavlečený nepůvodní druh je rozšířena i v Severní Americe, v Kanadě a ve Spojených státech amerických.
V České republice je hojnou rostlinou, roste se od nížin až do hor, obvykle v submontánním až montánním stupni. Nejvýše se vyskytuje v subalpínském stupni ve Velké kotlině (1280 m n. m.) v Hrubém Jeseníku a u Výrovky (1360 m) v Krkonoších.

## Ekologie
Roste ve světlých lesích a křovinách, na mýtinách a pasekách, v příkopech i na nejrůznějších skládkách okolo lidských sídel, občas se vyskytuje jako plevel na obdělávaných polích. Nejvíce ji vyhovují často narušovaná a živinami zásobená stanoviště, která mohou být na plném slunci nebo v polostínu, v pásmu od nížin až do hor. Častá je ve světlých lesích, na březích potoků, odvodňovacích kanálů a řek, v příkopech, po okrajích cest i na nejrůznějších skládkách u lidských sídel. Je hojná na místech lidmi pozměňovaných, na kterých ještě nevznikl hustý zapojený travnatý porost a její semena se snáze dostanou do půdy a mohou vzklíčit. Může vyrůstat v půdách písčitých, hlinitých i jílovitých, které jsou kyselé nebo zásadité, nejlépe se ji daří na místech průběžně vlhkých, skromněji roste na dlouhodobě vysýchajících.
Na mráz je bylina choulostivá, při pozdních jarních mrazících již -2 °C zničí nové semenáčky. Květy rozkvétají a následně plody uzrávají a postupně vypadávají směrem od spodu lodyhy vzhůru v období od července do září; lodyha po odplození usychá. Velká část semen na rostlině rostoucí v obilí dozrává těsně před nástupem žní a padají na půdu, bylina tak dostává příležitost v následném roce znovu vyrůst. Ploidie druhu je 2n = 32.

## Popis
Jednoletá rostlina s přímou čtyřhrannou, slabě rozvětvenou lodyhou vysokou 40 až 60 cm vyrůstající z krátkého, tlustého, hojně rozvětveného kořene. Lodyha je po celé délce hustě štětinatě chlupatá, pod uzlinami je nápadně ztlustlá a porůstá křižmostojnými řapíkatými listy 4 až 10 cm dlouhými a 1 až 5 cm širokými. Jejich jednoduché, vejčitě kopinaté čepele s klínovitou bázi jsou na vrcholu ostře špičaté a po obvodě mají 10 až 15 párů drobných ostrých zoubků, na svrchní straně jsou štětinatě chlupaté a na spodní mají navíc i přisedlé žlutozelené žlázky.
Květy, velké asi 6 mm, jsou uspořádané v osmi až šestnáctikvětých lichopřeslenech, jež vyrůstají na lodyze a postranních větvích ve dvou až osmi patrech nad sebou. U vrcholu lodyhy bývají přesleny k sobě více nahloučené. Bilaterálně symetrické květy jsou přisedlé, pětičetné, pyskaté, oboupohlavné a jejich koruny směřují nahoru nebo ven od rostliny. Listeny jsou o málo menší než listy a směrem vzhůru se zmenšují. Listence, dlouhé asi 5 mm jsou blanité, štětinatě chlupaté, na vrcholu mají černou skvrnu a po odkvětu jsou tuhé a špičaté. Kalich květu je trubkovitý a jeho cípy, stejně dlouhé jako kališní trubka, jsou zakončené ostrým hrotem. Koruna je dvoupyská, jemně chlupatá, bývá dlouhá 1,3 až 1,5 cm, nejčastěji je červenofialová, červená či růžová, vzácně i bílá. Okraj jejího srostlého, dvoudílného horního pysku je okrouhlý s několika drobnými zoubky, střední lalok třídílného dolního pysku je obdélníkový se zúženou bázi, na konci je zřetelně rozeklaný a u báze má dva kuželovité výrůstky. V ústí koruny je žlutá skvrna a střední lalok dolního pysku má fialovou síťovitou kresbu a je po okraji bělavě olemovaný. V květu jsou čtyři dvoumocné tyčinky se světlými prašníky, vnější tyčinky jsou delší než vnitřní. Ze dvou plodolistů srostlý pestík se svrchním semeníkem je rozčleněný do čtyř oddílů a má čnělku s dvouramennou bliznou čnící z květu. Okolo báze semeníku je prstencový val se čtyřmi nestejnými laloky vylučující nektar. Opylení zajišťuje hmyz, nejvíce čmeláci, slétající se pro nektar; k opylení květu postačí vlastní pyl.
Plodem je obvejčitá, asi 3 mm velká tvrdka (schizokarp), vně zaoblená, šedavě hnědá s tmavě hnědými či žlutými skvrnami. Po dozrání se rozpadá na čtyři segmenty, hladká nahnědlá a slabě zploštělá semena (plůdky) velká asi 3 mm.

## Rozmnožování
Konopice dvouklaná se do blízkého okolí šíří prostým vypadáváním semen z mateřské rostliny, na větší vzdálenosti semena roznášejí zvířata v srsti nebo v útrobách, semena bez újmy na klíčivosti snášejí průchod zažívacím ústrojím a vycházejí ven i se základní dávkou hnojiva. Semena ležící na povrchu půdy jsou splavována vodou a rozfoukávána větrem, v okolí silnic i projíždějícími vozidly. Jedna rostlina může vytvořit i tisícovku semen, která nejlépe vzcházejí z povrchu půdy nebo jen z malé hloubky. Hromadně klíčí s příchodem jarního počasí, jednotlivě pak v průběhu prvé poloviny roku. Semena uložená ve větší hloubce jsou schopná zůstat životaschopná i déle než 10 let.

## Možnost záměny
Tato hojně se vyskytující bylina je pokládána za druh náležející do okruhu konopice polní (Galeopsis tetrahit) agg., s kterou si jsou morfologicky blízké. Konopice polní má okvětní lístky delší, 15 až 23 mm, obvykle bílé a střední lalok dolního pysku má celistvý. Konopice dvouklaná má okvětní lístky dlouhé 13 až 15 mm, obvykle růžové a střední lalok dolního pysku má rozeklaný ve dva nevelké cípy; odtud pochází i druhové jméno „dvouklaná“. Rostou-li společně na stejném stanovišti, obvykle konopice dvouklaná rozkvétá později a kvete déle.